# متلاکاتلا (آلاسکا)
متلاکاتلا (به انگلیسی: Metlakatla) شهری در ناحیه سرشماری پرینس آو ویلز-هایدر ایالت آلاسکا است که جمعیت آن در سرشماری سال ۲۰۰۰ میلادی ۱۳۷۵ نفر بوده‌است.